# Vietnamesischer Fußballpokal 2023/24
Der Vietnamesische Fußballpokal 2023/24 war die 32. Saison eines K.-o.-Fußballwettbewerbs in Vietnam. Der Pokal wurde vom vietnamesischen Fußballverband organisiert. Er begann mit der ersten Runde am 24. November 2023 und endete mit dem Finale am 7. Juli 2024. Titelverteidiger war der FC Thanh Hóa.

## Termine
| Runde         | Datum                                                                   |
| ------------- | ----------------------------------------------------------------------- |
| 1. Runde      | 24. November 2023 25. November 2023 26. November 2023 28. November 2023 |
| Achtelfinale  | 12. März 2024 13. März 2024                                             |
| Viertelfinale | 28. April 2024 29. April 2024 30. April 2024 1. Mai 2024                |
| Halbfinale    | 4. Juli 2024                                                            |
| Finale        | 7. Juli 2024                                                            |

## 1. Runde
| Datum             |                            | Ergebnis        |                          |
| ----------------- | -------------------------- | --------------- | ------------------------ |
| 24. November 2023 | Phú Thọ FC (II)            | 2:5             | Long An FC (II)          |
| 24. November 2023 | CLB Đồng Nai (II)          | 2:0             | Bà Rịa Vũng Tàu FC (II)  |
| 24. November 2023 | Quảng Nam FC (I)           | 4:1             | Hòa Bình FC (II)         |
| 25. November 2023 | SHB Đà Nẵng (II)           | 2:0             | Huế FC (II)              |
| 25. November 2023 | Công An Hà Nội FC (I)      | 2:1             | Hoàng Anh Gia Lai (I)    |
| 26. November 2023 | Sông Lam Nghệ An (I)       | 6:2             | FC Đồng Tháp (II)        |
| 26. November 2023 | Bình Phước FC (II)         | 0:4             | Nam Dinh FC (I)          |
| 26. November 2023 | Khánh Hòa FC (I)           | 2:2 (3:4 i. E.) | Hồng Lĩnh Hà Tĩnh FC (I) |
| 28. November 2023 | Hồ Chí Minh City FC (I)    | 1:2             | Becamex Bình Dương (I)   |
| 28. November 2023 | Phù Đổng Ninh Bình FC (II) | [ A 1 ]         | Bình Thuận FC (II)       |

1. ↑  Der Phù Đổng Ninh Bình FC hat sich automatisch für die nächste Runde qualifiziert, da sich der Bình Thuận FC aus dem vietnamesischen Profifußballsystem zurückgezogen hat.

## Achtelfinale
| Datum         |                           | Ergebnis |                            |
| ------------- | ------------------------- | -------- | -------------------------- |
| 12. März 2024 | PVF–CAND FC (II)          | 2:1      | CLB Đồng Nai (II)          |
| 12. März 2024 | FC Thanh Hóa (I)          | 3:0      | Phù Đổng Ninh Bình FC (II) |
| 12. März 2024 | Hải Phòng FC (I)          | 2:1      | Quảng Nam FC (I)           |
| 12. März 2024 | Hà Nội FC (I)             | 2:1      | Hồng Lĩnh Hà Tĩnh FC (I)   |
| 13. März 2024 | Long An FC (II)           | 1:3      | Becamex Bình Dương (I)     |
| 13. März 2024 | Sông Lam Nghệ An (I)      | 0:1      | SHB Đà Nẵng (II)           |
| 13. März 2024 | Quy Nhơn Bình Định FC (I) | 0:1      | Nam Dinh FC (I)            |
| 13. März 2024 | Viettel FC (I)            | 1:0      | Công An Hà Nội FC (I)      |

## Viertelfinale
| Datum          |                  | Ergebnis        |                        |
| -------------- | ---------------- | --------------- | ---------------------- |
| 28. April 2024 | Hà Nội FC (I)    | 2:1             | SHB Đà Nẵng (II)       |
| 29. April 2024 | FC Thanh Hóa (I) | 1:1 (4:2 i. E.) | Hải Phòng FC (I)       |
| 30. April 2024 | Nam Dinh FC (I)  | 1:1 (4:3 i. E.) | Becamex Bình Dương (I) |
| 1. Mai 2024    | Viettel FC (I)   | 2:2 (5:3 i. E.) | PVF–CAND FC (II)       |

## Halbfinale
| Datum        |                  | Ergebnis |                 |
| ------------ | ---------------- | -------- | --------------- |
| 4. Juli 2024 | Viettel FC (I)   | 1:4      | Hà Nội FC (I)   |
| 4. Juli 2024 | FC Thanh Hóa (I) | 2:1      | Nam Dinh FC (I) |

## Finale
| Datum        |                  | Ergebnis        |               |
| ------------ | ---------------- | --------------- | ------------- |
| 7. Juli 2024 | FC Thanh Hóa (I) | 0:0 (9:8 i. E.) | Hà Nội FC (I) |

### Spielstatistik
| Paarung  | FC Thanh Hóa – Hà Nội FC |
| Ergebnis | 0:0 (9:8 i. E.) |
| Datum    | 7. Juli 2024 um 18:00 Uhr |
| Stadion  | Thanh-Hóa-Stadion, Thanh Hóa |
| Tore     | Elfmeterschießen: 1:0 Luiz Antônio 1:1 Đậu Văn Toàn 2:1 Hoàng Đình Tùng 2:2 Đỗ Hùng Dũng Lê Thanh Bình 2:3 Nguyễn Văn Tùng 3:3 Lâm Ti Phông 3:4 Nguyễn Hai Long 4:4 Đinh Viết Tú Diederrick Joel 5:4 Đinh Tiến Thành 5:5 Phạm Xuân Mạnh 6:5 Nguyễn Thanh Long 6:6 Vũ Đình Hai 7:6 Trương Thanh Nam 7:7 Nguyễn Thành Chung 8:7 Nguyễn Thái Sơn 8:8 Đỗ Duy Mạnh 9:8 Hoàng Thái Bình Nguyễn Văn Quyết |